# Teťana Tereščuková
Teťana Tereščuková-Antipovová, ukrajinsky Тетяна Терещук-Антіпова, také psána jako Tetiana Tereschuk-Antipova (* 11. října 1969 Luhansk), je ukrajinská překážkářka na 400 m. Získala bronz na olympijských hrách v roce 2004, stříbro na mistrovství Evropy 1998 a bronz na mistrovství Evropy 2006.